# Trygve Smith (Fußballspieler)
Trygve Smith (* 15. April 1892 in Kristiania; † 1. April 1963 ebenda) war ein norwegischer Fußballspieler.

## Sportlicher Werdegang
Smith spielte in den 1910er und 1920er Jahren für Frigg Oslo FK und erreichte mit dem Klub mehrmals das Endspiel um den norwegischen Landespokal – vor Einführung einer landesweiten Meisterschaft der einzige überregionale Wettbewerb. Erstmals stand er beim 4:2-Endspielerfolg über den FK Gjøvik Lyn 1914 im Endspiel, ebenso war er zwei Jahre später als Außenstürmer beim 2:0-Finalerfolg über den FK Ørn-Horten Teil der Siegermannschaft. 1919 blieb er bei der 0:1-Niederlage gegen Odds BK durch einen Treffer von Einar Gundersen ebenso ohne Torerfolg wie bei der 0:1-Niederlage bei der Neuauflage gegen den FK Ørn-Horten durch ein Tor von Michael Paulsen im folgenden Jahr. 1921 schossen Rolf Semb-Thorstvedt und Hans Dahl die Tore zum 2:0 gegen Odds BK, damit holte Smith zum dritten und letzten Mal den Pokaltitel.
Am 7. Oktober 1917 kam Smith zu seinem einzigen Länderspieleinsatz für die norwegische Nationalmannschaft. Die 0:12-Niederlage gegen Dänemark ist bis heute die höchste Niederlage in der Geschichte der Auswahlmannschaft.